# Gaetano Frisoni
Gaetano Frisoni (Genova, 1861 – 1929) è stato un saggista italiano.

## Biografia
Insegnò nei licei e nell'Accademia Mezzofanti, di cui era presidente, fu anche docente di varie lingue straniere. Fu molto attivo nella pubblicazione di dizionari di vario genere, alcuni dei quali riportavano delle istruzioni su come scrivere la corrispondenza commerciale.

## Opere
- Repertorio generale e glossario delle voci ed espressioni speciali agli Stati Uniti del Nord, Genova, Pagano, 1892
- Manual de Correspondencia Commercial Portugueza con notas em 6 linguas, Genova, Pagano, 1895
- Dizionario e frasario delle lingue italiana e portoghese-brasiliana, Genova, Pagano, 1896
- Dizionario commerciale poliglotto italiano, tedesco, francese, inglese, spagnuolo, portoghese, Milano, Hoepli, 1898
- Grammatica ed esercizi pratici della lingua Dano-Norvegiana, Milano, Hoepli, 1900
- Primi esercizi di traduzione dall'italiano in inglese, Genova, Schenone, 1900
- Handbuch der Deutschen Handelz-Korrespondenz, Milano, Hoepli, 1904
- Manuale di Corrispondenza Commerciale Italiana, Milano, Hoepli, 1910
- Manuel de Correspondance Fraçaise, Milano, Hoepli, 1911
- Manual of English commercial Correspondance, Milano, Hoepli, 1911
- Manual de Correspondencia Comercial Española, Milano, Hoepli, 1911
- Dizionario moderno Genovese-Italiano e Italiano-Genovese, Genova, Donath, 1910

- Nomi propri di città, borghi e villaggi della Liguria del Dizionario Genovese-Italiano e Italiano-Genovese, Genova, Nuova Editrice Genovese, 1910

- Grammatica, esercizi pratici e dizionario della lingua catalana, Milano, Hoepli, 1912
- Dizionario moderno italiano-spagnolo e spagnolo-italiano, Milano, Hoepli, 1917